# 甘棠镇 (开江县)
甘棠镇，是中华人民共和国四川省达州市开江县下辖的一个乡镇级行政单位。

## 行政区划
甘棠镇下辖以下地区：
甘棠社区、锣鼓堂村、八角亭村、龙井坝村、香安庙村、南坝子村、转洞桥村、箭口坝村、观音岩村、高寺村、盐井沟村、玉河桥村、马号村、跳蹬河村、冠子山村、白杨坪村和石笋子村。